# Anoura
Anoura — рід родини листконосові (Phyllostomidae), ссавець ряду лиликоподібні (Vespertilioniformes, seu Chiroptera).

## Опис
Довжина голови і тіла від 50 до 90 мм, довжина передпліччя від 34 до 48 мм і вага до 23 грамів. Хвіст часто відсутній або зведений до рудиментарного горбка, прихованого в хутрі. Колір тіла варіюється від темно-коричневого до чорно-коричневого. Морда витягнута. Вуха відносно невеликі й розташовані окремо. Зубна формула: 2/0, 1/1, 3/3, 3/3 = 32. Вага новонароджених 3—5 грамів.

## Поширення
Населяє ЦентральнуПівденну Америку.

## Звички
надають перевагу вологим місцинам, часто високо над рівнем моря. Сідала лаштують в печерах і тунелях. Формують невеликі колонії. Їжею є фрукти, пилок, нектар і комахи. зазвичай народжується одне маля.